# Cụm sao Coma
Cụm sao Coma (Coma Star Cluster) nằm trong chòm sao Hậu Phát, được định danh là Melotte 111 sau khi nó được liệt kê trong danh mục  các cụm sao của P.J. Melotte, là một cụm sao mở nhỏ nhưng gần thiên hà của chúng ta,  chứa khoảng 40 ngôi sao sáng hơn cả(độ sáng từ 5-10) với cùng mộtchuyển động thực (proper motion) chung.  Vệ tinh Hipparcos và sơ đồ màu hồng ngoại cường độ phù hợp (infrared color-magnitude diagram fitting)  đã được sử dụng để đo khoảng cách đến trung tâm của cụm này, ước tính khoảng 86 parsec (280 năm ánh sáng). [ 2 ] [ 3 ]
 Cụm sao mở Coma ở xa gấp đôi cụm  Hyades và có diện tích hơn 7,5 độ trên bầu trời. [ 2 ] [ 3 ] Độ tuổi của cụm khoảng 450 triệu năm. Trong trường nhìn (FOV) của một  ống nhòm tốt hầu hết các ngôi sao của cụm đều có thể được nhìn thấy cùng lúc. Các ngôi sao sáng hơn cả của cụm tạo thành hình dạng chữ "V"  khi chòm sao Hậu Phát đang mọc.
Nó tượng trưng cho đuôi của Sư Tử (Chòm Sư Tử), nhưng vua Ptolemy III, trong khoảng năm 240 trước công nguyên, đã đổi tên nó thành tên của nữ hoàng Ai Cập Berenice- người đã hy sinh mái tóc dài của mình trong truyền thuyết.
| Định danh | Tầm quan trọng |
| --------- | -------------- |
| γ Com     | 4.81           |
| 12 Com    | 4.81           |
| 31 Com    | 4.94           |
| 14 Com    | 4.95           |
| 16 Com    | 4.96           |
| 13 Com    | 5.18           |
| 17 Com    | 5.24           |
| 21 Com    | 5.44           |
| 18 Com    | 5.47           |
| HD 106887 | 5.71           |
| HD 105805 | 5.99           |
| 8 Com     | 6.22           |
| 22 Com    | 6.24           |
| FM Com    | 6.43           |